# Schulnagelungen

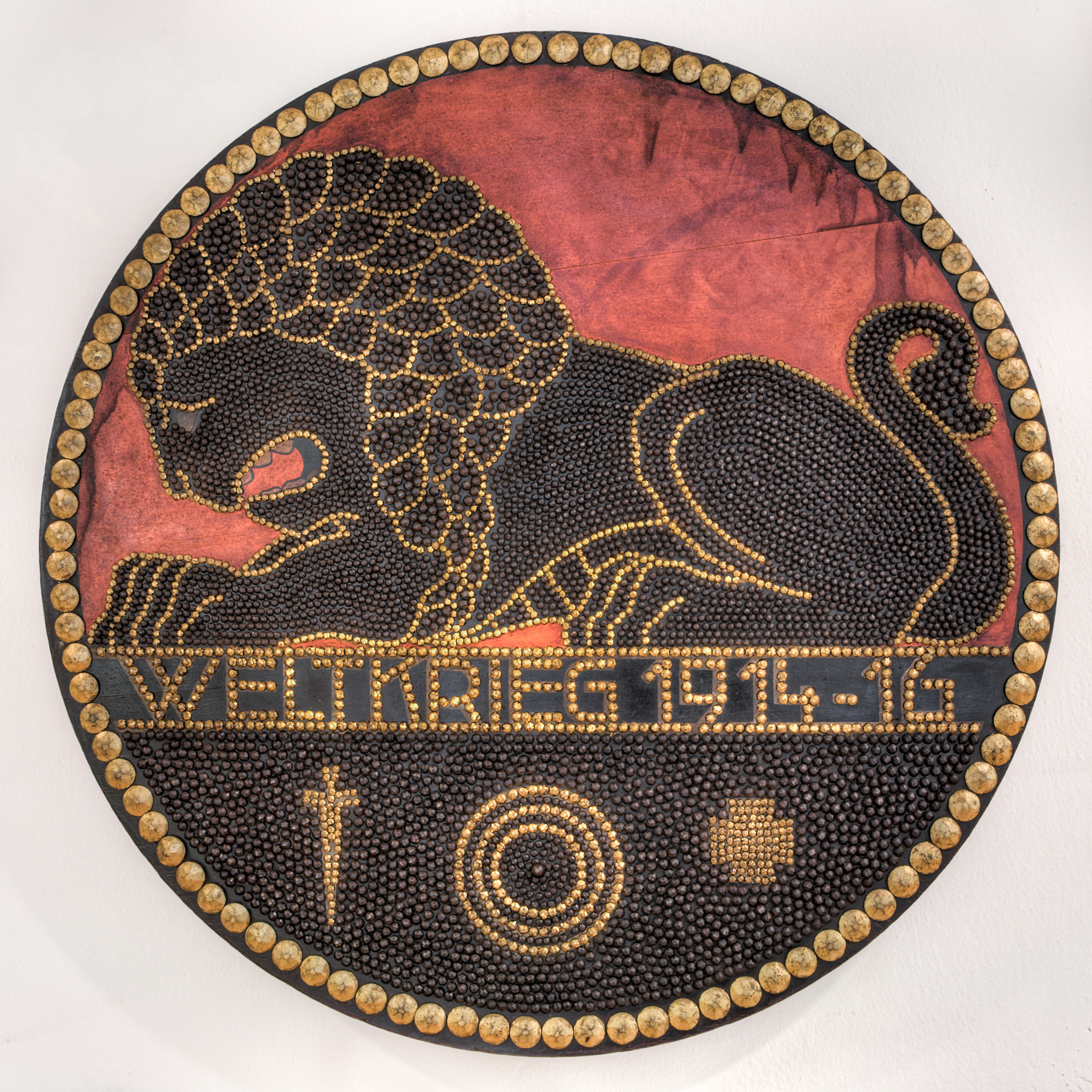
Genagelter Holzschild mit dem Motiv Löwe nach dem Entwurf von Edmund Körner

Als Schulnagelungen werden während des Ersten Weltkriegs die in Schulen im Deutschen Kaiserreich durchgeführten Kriegsnagelungen bezeichnet. Schüler konnten während einer feierlichen Schulveranstaltung gegen eine kleine Spende einen Nagel in einen hölzernen Schild mit Kriegsmotiven einschlagen. Wie bei den Kriegsnagelungen dienten die dabei eingenommenen Gelder wohltätigen Zwecken zur Unterstützung von Kriegsversehrten, Verwundeten und Kriegswaisen.

## Praxis
Zur praktischen Durchführung der Nagelaktionen stellte die Schulwandtafelfabrik Gottfried Glasmachers aus Essen Nagelschilde her, die Kriegsmotive trugen, die von Künstlern wie Carl Ederer, Josef Huber und Edmund Körner entworfen waren. In einer Werbebroschüre bot das Unternehmen 28 verschiedene Motive an, darunter das Eiserne Kreuz (mit Eichenlaub, mit Strahlenkranz), Kriegerhelm, Schwert mit Schlange, Adlerkopf mit Schlange, Adler auf Felsen, Löwe, Kriegsschiff mit Möwe, Soldat mit Handgranate, U-Boot sowie ein betender Soldat. Die verschiedenen Motive wurden außerdem als Postkarten vermarktet. Die Schüler benagelten einen Holzschild mit vorgebohrten Löchern gegen eine Spende von 2 bis 5 Pfennig mit schwarzen, silberfarbenen und goldfarbenen Nägeln. Ein runder Holzschild mit einem Durchmesser von etwa 70 cm bot Platz für rund 3000 bis 4000 Nägel, so dass pro Schild ein Erlös von etwa 70 bis 200 Mark zu erzielen war.
Schulnagelungen fanden Unterstützung bei Schulbehörden und Lehrerverbänden. Sie wurden innerhalb der Schule meist im Rahmen einer feierlichen Veranstaltung durchgeführt, bei der patriotische Reden gehalten wurden. Nach der Nagelung wurde der Holzschild als Kriegerdenkmal vielfach in der Schule oder in Klassenräumen aufgehängt.

## Entwicklung
Das Phänomen der Kriegsnagelungen breitete sich ab März 1915 mit der Nagelung des Wehrmann in Eisen in Wien in Österreich-Ungarn und im Deutschen Kaiserreich aus. Eine einzelne Schulnagelung fand bereits am 2. November 1914 in der Kaiserin Auguste-Viktoria-Schule, einem Lyzeum in Schneidemühl in der Provinz Posen, statt. Die 12-jährige Schülerin Elfriede Kuhr schrieb dazu in ihrer Autobiografie:

„2. November 1914: … Wir haben jetzt in der Schule ein großes ‚Eisernes Kreuz’ aus Holz an der Wand hängen, in das man 1000 eiserne Nägel einschlagen muß. Es sind schwarze Nägel und solche, die wie Silber aussehen. Wenn alle Nägel in das Kreuz eingeschlagen sind, ist es wirklich ein „Eisernes“ Kreuz. Jede Schülerin kann so viele Nägel einhämmern, wie sie will. Die schwarzen Nägel kosten pro Stück 5 Pfennig, die silbernen 10 Pfennig. Ich habe schon zwei schwarze und einen silbernen Nagel eingeschlagen. Es macht Spaß. Der Erlös wird zu Kriegszwecken verwendet.“

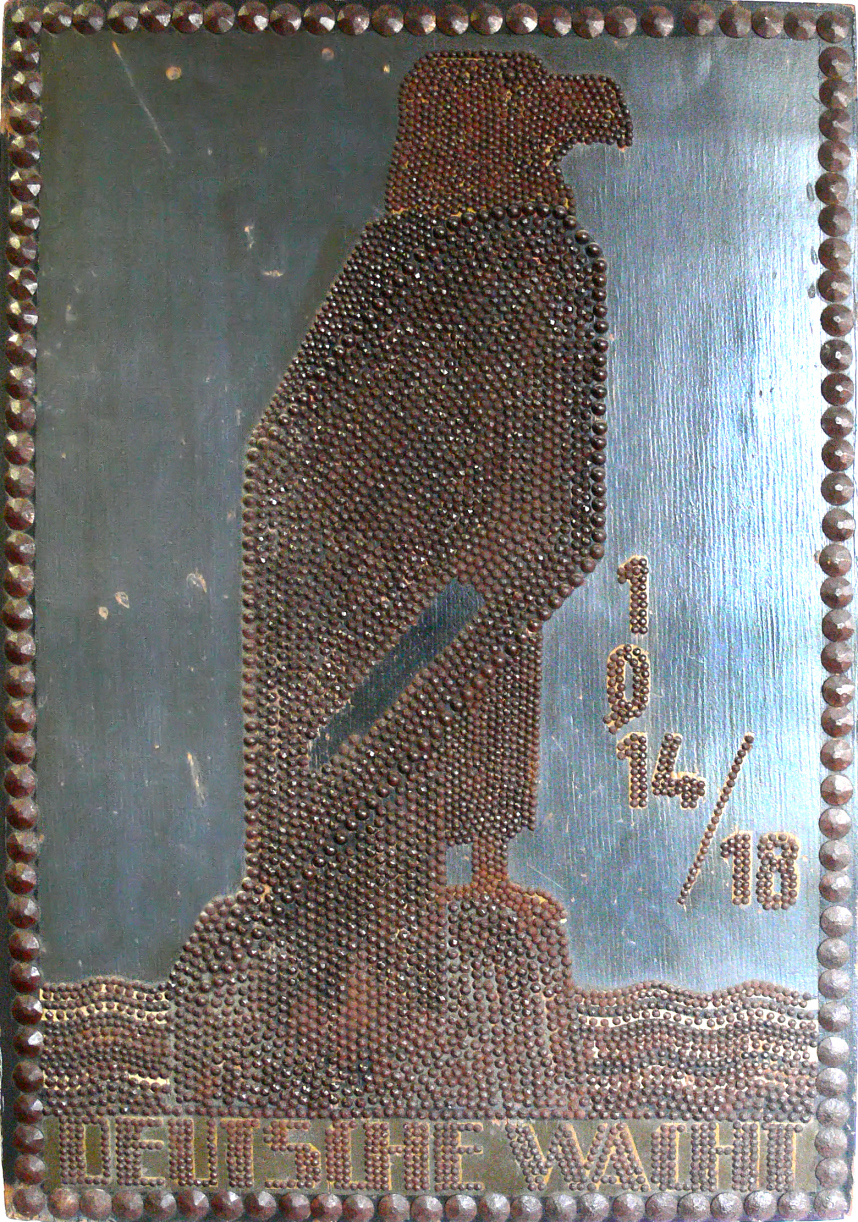
Nagelbild „Deutsche Wacht 1914/1918“ der Firma Gottfried Glasmachers

Im großen Stil kamen im Schulbereich Nagelungen erst 1916 auf, als das Interesse an den seit 1915 öffentlich stattfindenden Nagelungen bereits stark zurückgegangen war, was auf den Kriegsereignissen mit verlustreichen Schlachten (Verdun, Somme) und der schlechten Versorgungslage der Bevölkerung beruhte. Im Mai 1916 richtete der Essener Verein Jugendspende für Kriegerwaisen einen Aufruf an die deutsche Lehrerschaft zur Durchführung von Nagelaktionen in Schulen. Im Juni 1916 gründete sich in Berlin ebenfalls aus der Lehrerschaft zum selben Zweck der Verein Jugenddank für Kriegsbeschädigte. Bis 1917 hatten beide Vereine rund 22.000 Schilde zum Benageln abgesetzt. Da auch andere Organisationen in Schulen Nagelungen durchführten, wird angenommen, dass bis zum Kriegsende etwa 30.000 Schilde benagelt wurden. Nachträgliche Berechnungen ergaben, dass die Schulnagelungen etwa 2,5 Millionen Mark an Erlösen eingebracht hatten. Genagelt wurden in allen Schulformen (Volksschule, Mittelschule, Gymnasium) und von Jungen sowie Mädchen gleichermaßen. Es wird geschätzt, dass die Mehrheit der fast sechs Millionen deutschen Schulkinder während des Ersten Weltkriegs Nägel eingeschlagen hat oder bei einer Schulnagelung anwesend war. Die Nagelungen waren bei den Schulkindern außerordentlich beliebt, was bis zum Kriegsende 1918 anhielt.

## Wirkung
Als feierliche Schulveranstaltung stärkten Nagelungen das Gemeinschaftsgefühl der Schüler und wirkten so auf deren Familien zurück. Die erzielten Erlöse erreichten im Verhältnis zum Bedarf an Mitteln für die Kriegsfürsorge ein bescheidenes Niveau. Dagegen ist die propagandistische Wirkung der Schulnagelungen weitaus höher einzuschätzen, da sie die Moral an der „Heimatfront“ stärkten.